# آچاپم (کوکی)
آچاپم ("اچ" به معنی قالب و "آپم" به معنای غذای تهیه شده با آرد) نوعی کوکی سرخ شده با آرد برنج و تخم‌مرغ است که عمدتاً در کرالا و سایر مناطق جنوب هند درست می‌شود. این شیرینی یک میان‌وعده معروف کرالا است و اعتقاد بر این است که از نفوذ هلندی‌ها سرچشمه گرفته است. و از آن زمان به آسیای جنوب شرقی گسترش یافته است، جایی که نام‌های محلی مختلفی مانند کویه لویانگ (برنج)، آکوان (قالب)، کلاهک (تمبر)، بونگا رُس (گل رز)، بونگا دوریان (گل دوریان)، گویانگ، کمبانگ لویانگ، دوک جوک، و غیره دارد.

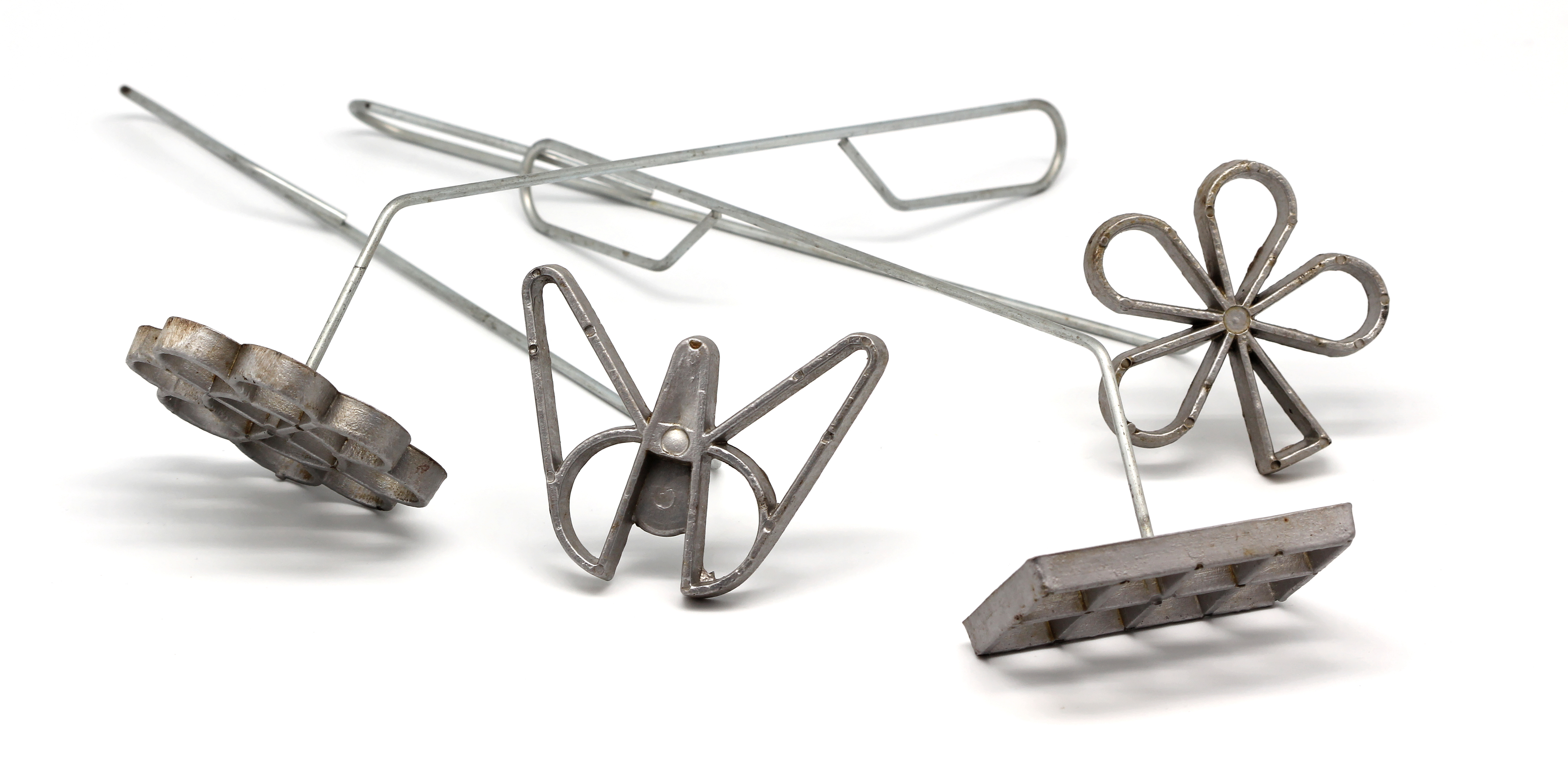
قالب برای تهیه انواع نان پنجره‌ای و آچاپم

## آماده‌سازی
آچاپم با استفاده از قالب‌های طرح دار درست می‌شود تا اندازه، شکل و ظاهر یک شکل و یک اندازه ای داشته باشد. قالب در دمای بسیار بالا در روغن گرم می‌شود، در خمیر فرومی‌رود، سپس دوباره در روغن داغ غوطه ور می‌شود. بعد از جدا شدن کوکی از دور قالب، آن را روغن خارج می‌کنند.
خمیر آچاپم از ترکیب آرد برنج، تخم مرغ، شکر و شیر نارگیل تهیه می‌شود.
آچاپم را می‌توان به صورت ساده مصرف کرد یا ادویه‌هایی مثل زیره و هل در آن ریخت یا با کنجد تزیین کرد.